# Fransje Hessel
Francina Hendrika (Fransje) Eijkens-Hessel (Amsterdam, 17 februari 1916 – na 1975) was een Nederlands zwemster, die gespecialiseerd was in de schoolslag. Ze zwom bij de zwemclub Het Y en nam deel aan de Europese kampioenschappen van 1934.

## Biografie
Hessel behaalde in 1929 haar zwemdiploma in het Sportfondsenbad in Amsterdam. Ze behaalde begin jaren 30 haar grootste sportieve successen als lid van de Amsterdamse zwemclub Het Y. Zo werd ze op de nationale zwemkampioenschappen van 1933 derde op de 200 meter schoolslag en belandde ze met het estafetteteam op het podium. Het jaar erop ontbrak Nederlands kampioene Jenny Kastein bij de nationale kampioenschappen, waardoor Hessel met gemak eerste werd. Door deze overwinning werd ze, met Kastein, afgevaardigd naar de Europese kampioenschappen van 1934. Hier werd ze verrassend vijfde.
Ze was van 1939 tot het overlijden van haar echtgenoot in 1941 gehuwd. Ze huwde een tweede keer in 1957.

## Erelijst
- Nederlands kampioen: 1934.